# Scopula madoniata
Scopula madoniata là một loài bướm đêm trong họ Geometridae.